# Neubritannien-Riesenratte
Die Neubritannien-Riesenratte oder Bismarck-Riesenratte (Uromys neobritannicus) ist ein Nagetier in der Gattung der Mosaikschwanz-Riesenratten, das auf Neubritannien im Bismarck-Archipel endemisch ist. Die Population galt ursprünglich als Synonym der Schwarzschwanz-Riesenratte. Aufgrund deutlich abweichender Schädelmerkmale ist sie seit 1994 als Art anerkannt. Vermutlich stellen beide Arten Schwestertaxa dar.

## Merkmale
Wie andere Gattungsvertreter ist die Neubritannien-Riesenratte mit einer Kopf-Rumpf-Länge von 252 bis 298 mm, einer Schwanzlänge von 243 bis 279 mm und einem Gewicht von 570 bis 730 g ein sehr großes Nagetier. Sie hat 51 bis 58 mm lange Hinterfüße und 26 bis 28 mm lange Ohren. Typisch ist das lange borstige Fell der Oberseite mit rotbraunen Haaren und einigen kupferfarbenen Deckhaaren. Unterseits ist gelbliches Fell vorhanden und die Oberseite der breiten Füße ist mit braunen Haaren bedeckt. Der Kopf ist durch abgerundete Ohren und lange schwarze Vibrissen gekennzeichnet. Dieses Nagetier hat einen schwarzen Schwanz. Der diploide Chromosomensatz enthält 32 Chromosomen (2n=32).

## Verbreitung und Lebensweise
Die Neubritannien-Riesenratte ist auf der ganzen Insel bis 500 Meter Höhe verbreitet. Suchen auf benachbarten Inseln waren erfolglos. Bekannte Funde stammen aus feuchten tropischen Wäldern. Möglicherweise besucht die Art angrenzende Landschaften.
Die nachtaktiven Exemplare halten sich auf dem Boden auf, was ungewöhnlich für die Gattung ist. Soziales Verhalten wurde nicht beobachtet.

## Gefährdung
Die Umwandlung der Wälder in Plantagen für Ölpalmen und Siedlungen wirkt sich vor allem in tieferen Lagen negativ aus. In offeneren Wäldern kommen Feinde wie Eulen und Schlangen häufiger vor. Die Neubritannien-Riesenratte wird als Fleischquelle gejagt. Die IUCN listet sie in der Vorwarnliste (near threatened).